# Первый кабинет маркиза Рокингема
Первый кабинет Рокингема — британское правительство премьер-министра лорда Рокингема, которое пришло к власти в июле 1765 года, после падения министерства лорда Гренвилла. Рокингем сформировал кабинет в основном из своих сторонников, известных как Рокингемские виги. Наиболее влиятельным членом кабинета был герцог Ньюкасл, в прошлом премьер-министр. Это правительство считается единственным, состоявшим полностью из членов британского Клуба жокеев. Рокингем уделял мало внимания иностранным делам и при нём увеличилась политическая изоляция Великобритании. При Рокингеме был отменен Гербовый акт, введённый правительством Гренвилла, чем улажен кризис в американских колониях.
Кабинет Рокингема ушёл в отставку в 1766 году и ему на смену пришло правительство Уильяма Питта-Старшего, известное так же как Кабинет Четэма.

## Состав кабинета

### Министры
- Первый лорд казначейства, лидер палаты лордов — маркиз Рокингем (13 июля 1765 — 30 июля 1766);
- Лорд-канцлер — Лорд Нортингтон (16 января 1761 — 30 июля 1766);
- Лорд-председатель Совета — лорд Уинчелси (12 июля 1765 — 30 июля 1766);
- Лорд-хранитель Малой печати — герцог Ньюкасл (30 июля 1765 — 30 июля 1766);
- Канцлер казначейства — Уильям Доудсуэлл (16 июля 1765 — 30 июля 1766);
- Государственный секретарь Северного департамента — герцог Графтон (12 июля 1765 — 13 мая 1766);
  - Генри Конвей — (13 мая 1766 — 20 января 1768)
- Государственный секретарь Южного департамента, лидер палаты общин — Генри Конвей (12 июля 1765 — 23 мая 1766)
- Первый лорд Адмиралтейства — лорд Эгмонт[англ.] (1763—1766);
- Генерал-фельдцейхмейстер — маркиз Грэнби (1763 — 30 июля 1766);